# بن جوردن
بن جوردن (بالإنجليزية: Benn Jordan)‏ هو ملحن وموسيقي أمريكي، ولد في 28 أكتوبر 1978 في جورجيا في الولايات المتحدة.

## وصلات خارجية
- الموقع الرسمي
- بن جوردن على موقع IMDb (الإنجليزية)
- بن جوردن على موقع ميوزك برينز (الإنجليزية)
- بن جوردن على موقع ميوزك برينز (الإنجليزية)
- بن جوردن على موقع ديسكوغز (الإنجليزية)
- بن جوردن على موقع ديسكوغز (الإنجليزية)
- بن جوردن على موقع ديسكوغز (الإنجليزية)
- بن جوردن على موقع ديسكوغز (الإنجليزية)
- بن جوردن على موقع ديسكوغز (الإنجليزية)